# Längdhopp för herrar i friidrott vid olympiska sommarspelen 2024
Herrarnas längdhopp vid olympiska sommarspelen 2024 avgjordes den 4 och 6 augusti 2024 på Stade de France i Frankrike. 33 idrottare från 25 nationer deltog i tävlingen. Det var 30:e gången grenen fanns med i ett OS och den har funnits med i varje OS sedan 1896.

Sammanfattning på finalen.

Den regerande olympiska mästaren Miltiadis Tentoglou återvände som världsetta. Tentoglou var också världsmästare 2023 och silvermedaljör 2022. Andra deltagare var Wang Jianan som vann världsmästerskapet 2022 och Simon Ehammer som vann bronset i samma tävling och var nummer två i världsrankningen inför OS. 2023 års silvermedaljör Wayne Pinnock hoppade bra inomhus 2024 men matchade det inte riktigt utomhus. 19-årige Mattia Furlani visade flera fina resultat under 2024.
I kvalet behövde Tentoglou bara ett hopp för att slå kvalgränsen på 8,15 meter. Han hoppade 8,32 och kvalificerade sig automatiskt till finalen. Radek Juška nådde kvalgränsen på sitt andra hopp. Wang kunde se hur konkurrenterna hade hoppat och sparade energi genom att bara göra ett hopp på 8,12. De 12 bästa, som sämst hade hoppat 7,90, tog sig till finalen.
Tidigt i den första rundan av finalen satte Furlani press på fältet genom att inleda med 8,34 meter. Jacob Fincham-Dukes hoppade 7,95. Tentoglous första hopp gav honom en andraplats med 8,27. Wang knuffade sedan ner Fincham-Dukes från pallen med sina 7,96. I den andra omgången gick Simon Batz upp som trea på 8,07. Det varade i två hopp tills Ehammer hoppade 8,20 och tog hans plats. Tentoglou hoppade 8,48 och tog ledningen. Två hoppare senare avslutade Pinnock andra rundan med 8,36 och tog andra platsen. Tentoglou backade upp sitt bästa hopp med 8,36 i den fjärde omgången. Furlani hoppade 8,34 igen i den femte omgånen. Ingen förbättrade sitt resultat i femte eller den avslutande sjätte rundan. Därmed var resultatet klart. Guldet gick till Tentoglous med 8,48. Det var hans andra OS-guldmedalj i rad. Silvret gick till Pinnock med 8,36 och bronset till Furlani med 8,34.
| Spel             | Guld                         | Silver                | Brons                  |
| Längdhopp herrar | Miltiadis Tentoglou Grekland | Wayne Pinnock Jamaica | Mattia Furlani Italien |

## Kvalificering till OS-grenen
Kvalificeringsperioden för herrarnas längdhopp var mellan 1 juli 2023 och 30 juni 2024. 33 idrottare kvalificerade sig till evenemanget, med högst tre idrottare per nation, genom att klara av kvalificeringsstandarden 8,27 meter eller genom sin världsranking i friidrott för denna gren.

## Schema
Alla tider är CET.
| Datum          | Tid   | Omgång |
| -------------- | ----- | ------ |
| 4 augusti 2024 | 11:00 | Kval   |
| 6 augusti 2024 | 20:15 | Final  |

## Rekord
Innan tävlingens start fanns följande rekord:
| Rekord           | Idrottare         | Längd | Plats               | Datum           |
| ---------------- | ----------------- | ----- | ------------------- | --------------- |
| Världsrekord     | Mike Powell (USA) | 8,95  | Tokyo, Japan        | 30 augusti 1991 |
| Olympiskt rekord | Bob Beamon (USA)  | 8,90  | Mexico City, Mexiko | 18 oktober 1968 |

| Område                                   | Längd     | Idrottare             | Nation     |
| ---------------------------------------- | --------- | --------------------- | ---------- |
| Afrika                                   | 8,52      | Luvo Manyonga         | Sydafrika  |
| Asien                                    | 8,34      | Mohammed Al-Khuwalidi | Kazakstan  |
| Europa                                   | 8,86      | Robert Emmiyan        | Sovjet     |
| Nordamerika, Centralamerika och Karibien | 8,95 0VR0 | Mike Powell           | USA        |
| Oceanien                                 | 8,54      | Mitchell Watt         | Australien |
| Sydamerika                               | 8,73      | Irving Saladino       | Panama     |

## Resultat
Anmärkningarnas förklaring finns längst ner.

### Kval
Idrottarna behövde klara av kvalgränsen 8,15 meter 0Q0 eller hamna på de 12 första platserna 0q0 för att gå till final.
| Plac. | Grupp | Idrottare              | Nation            | 1    | 2    | 3    | Resultat | Anmärkning |
| ----- | ----- | ---------------------- | ----------------- | ---- | ---- | ---- | -------- | ---------- |
| 1     | A     | Miltiadis Tentoglou    | Grekland          | 8,32 | r    | r    | 8,32     | 0Q0        |
| 2     | B     | Radek Juška            | Tjeckien          | 7,85 | 8,15 | r    | 8,15     | 0Q0 SB0    |
| 3     | B     | Wang Jianan            | Kina              | 8,12 | r    | r    | 8,12     | 0q0 SB0    |
| 4     | B     | Simon Ehammer          | Schweiz           | 7,69 | 8,09 | 6,62 | 8,09     | 0q0        |
| 5     | B     | Filip Pravdica         | Kroatien          | 7,68 | 8,04 | 7,59 | 8,04     | 0q0        |
| 6     | A     | Mattia Furlani         | Italien           | 8,01 | 7,95 | x    | 8,01     | 0q0        |
| 7     | B     | Wayne Pinnock          | Jamaica           | 7,96 | 7,72 | 7,68 | 7,96     | 0q0        |
| 8     | A     | Jacob Fincham-Dukes    | Storbritannien    | x    | 7,38 | 7,96 | 7,96     | 0q0        |
| 9     | B     | Zhang Mingkun          | Kina              | 7,91 | 7,88 | 7,92 | 7,92     | 0q0        |
| 10    | B     | Arnovis Dalmero        | Colombia          | 7,92 | 7,83 | 7,78 | 7,92     | 0q0        |
| 11    | A     | Carey McLeod           | Jamaica           | 7,77 | 7,90 | x    | 7,90     | 0q0        |
| 12    | A     | Simon Batz             | Tyskland          | x    | 7,90 | 7,60 | 7,90     | 0q0        |
| 13    | A     | Emiliano Lasa          | Uruguay           | 7,87 | 7,58 | 7,70 | 7,87     |            |
| 14    | A     | Bozhidar Sarâboyukov   | Bulgarien         | x    | x    | 7,87 | 7,87     |            |
| 15    | A     | Jeremiah Davis         | USA               | 7,83 | 7,78 | 7,78 | 7,83     |            |
| 16    | B     | Thobias Montler        | Sverige           | x    | x    | 7,82 | 7,82     |            |
| 17    | A     | Yuki Hashioka          | Japan             | x    | 7,72 | 7,81 | 7,81     |            |
| 18    | B     | Chris Mitrevski        | Australien        | 7,66 | 7,79 | 6,47 | 7,79     |            |
| 19    | B     | Tajay Gayle            | Jamaica           | 7,78 | 7,68 | 7,63 | 7,78     |            |
| 20    | A     | Anvar Anvarov          | Uzbekistan        | 7,57 | 7,77 | 7,77 | 7,77     |            |
| 21    | B     | Malcolm Clemons        | USA               | 7,72 | 7,46 | 7,72 | 7,72     |            |
| 22    | B     | Lin Yu-Tang            | Kinesiska Taipei  | 7,70 | x    | 7,66 | 7,70     |            |
| 23    | A     | Jovan van Vuuren       | Sydafrika         | 7,70 | x    | 7,41 | 7,70     |            |
| 24    | A     | Shi Yuhao              | Kina              | 7,68 | 7,30 | 7,68 | 7,68     |            |
| 25    | A     | Alejandro Parada       | Kuba              | 7,62 | 7,02 | x    | 7,62     |            |
| 26    | B     | Jeswin Aldrin          | Indien            | x    | x    | 7,61 | 7,61     |            |
| 27    | A     | Liam Adcock            | Australien        | 7,41 | 7,56 | 7,29 | 7,56     |            |
| 28    | B     | Tom Campagne           | Frankrike         | 7,50 | x    | 7,51 | 7,51     |            |
| 29    | A     | Mohammad Amin Alsalami | Flyktingidrottare | 7,03 | 7,24 | 7,24 | 7,24     |            |
| 30    | A     | Petr Meindlschmid      | Tjeckien          | 6,97 | x    | x    | 6,97     |            |
| 31    | B     | Cheswill Johnson       | Sydafrika         | x    | 4,49 | x    | 4,49     |            |
|       | A     | Lucas Marcelino        | Brasilien         | x    | x    | x    | –        | 0NM0       |
|       | B     | Jarrion Lawson         | USA               | x    | x    | x    | –        | 0NM0       |

### Final
| Plac. | Idrottare           | Nation         | 1    | 2    | 3    | 4                | 5                | 6                | Resultat | Anmärk. |
| ----- | ------------------- | -------------- | ---- | ---- | ---- | ---------------- | ---------------- | ---------------- | -------- | ------- |
| 1     | Miltiadis Tentoglou | Grekland       | 8,27 | 8,48 | 8,24 | 8,36             | 8,31             | x                | 8,48     |         |
| 2     | Wayne Pinnock       | Jamaica        | 7,84 | 8,36 | 7,99 | 8,05             | 8,24             | 8,12             | 8,36     |         |
| 3     | Mattia Furlani      | Italien        | 8.34 | 8,25 | x    | x                | 8,34             | 8,27             | 8,34     |         |
| 4     | Simon Ehammer       | Schweiz        | x    | 8,20 | 8,11 | 7,92             | x                | x                | 8,20     |         |
| 5     | Jacob Fincham-Dukes | Storbritannien | 7,95 | 8,14 | x    | x                | x                | 7,64             | 8,14     |         |
| 6     | Simon Batz          | Tyskland       | 7,58 | 8,07 | 7,79 | 7,71             | 7,95             | 7,94             | 8,07     |         |
| 7     | Zhang Mingkun       | Kina           | 7,81 | x    | 8,07 | x                | 7,93             | x                | 8,07     |         |
| 8     | Wang Jianan         | Kina           | 7,96 | x    | 7,92 | x                | -                | 8,03             | 8,03     |         |
| 9     | Filip Pravdica      | Kroatien       | 7,72 | 7,90 | 7,87 | Gick inte vidare | Gick inte vidare | Gick inte vidare | 7,90     |         |
| 10    | Radek Juška         | Tjeckien       | 7,78 | 7,69 | 7,83 | Gick inte vidare | Gick inte vidare | Gick inte vidare | 7,83     |         |
| 11    | Arnovis Dalmero     | Colombia       | x    | 7,83 | 7,74 | Gick inte vidare | Gick inte vidare | Gick inte vidare | 7,83     |         |
| 12    | Carey McLeod        | Jamaica        | 7,51 | 7,16 | 7,82 | Gick inte vidare | Gick inte vidare | Gick inte vidare | 7,82     |         |